# 高密事件
高密事件，是指清朝末年占领胶州湾的德国军队因修建胶济铁路而与高密民众发生的一系列冲突事件之统称。1898年，德国决定修建胶济铁路，受到高密沿线民众的较强烈反对。1899年，双方矛盾激化，民众为阻止德国军队修建铁路，采取了一系列措施以阻止，双方之间的对抗直至1901年方结束。事件最终以德军胜利;民众遭遇其武力镇压，诉求最终未能实现而告终。此事件在高密近代史上具有重要影响，亦被认为是近代中国遭受外来欺辱的具体表现之一
。

## 背景
清光绪二十四年(1898)，德国与清廷签订《胶澳租界条约》，开始对胶州湾地区的统治
，及后德国又分别与清廷在1898年8月22日签订《胶澳租地合同》，10月6日签订《胶澳潮平合同》和《胶澳边界合同》，进一步确定了德国租借区域的范围。由于高密临近胶州湾一带，因而当地民众生活颇受德国殖民影响。再加之当时山东民众排外情绪高涨，德国势力侵害当地居民权益的事件亦时有发生。这使双方之间的关系十分紧张，也为高密事件的爆发埋下了伏笔。

## 过程

### 1899年
清光绪二十五年（1899年），德国当局开始修筑胶济铁路，引起沿线民众的普遍不满。
铁路工程开始后，德国方面在未与地方政府通报及当地民众协商的情况下强行征用民宅及土地，对沿途坟墓、房舍、树木、庄稼造成毁坏，激起了高密沿路民众的愤怒，导致沿途居民和德国方面的摩擦事件接连不断地产生。这使双方本就紧张的关系进一步恶化。
当年5月，当勘测插竖铁路修筑路标工作进入高密县境内的芝兰庄、姚哥庄一带时，施工人员的行为使当地农民忍无可忍，作为反制，民众将施工人员所插竖的标志悉数拔去。德国方面只好再次插竖。当年6月，德军进驻大吕村逮捕村民，引起了村民的反抗。此事尚未平息，6月18日更是发生筑路工人在大吕村侮辱妇女事件，被激怒的民众迫使工程暂停。反复数次后，德国方面决定采取强硬措施，24日，德国胶澳总督以“保护路务”派军队前往事发地镇压村民。德军首先进攻芝兰庄，之后开往大吕村。德军到达后，发现大吕村民众均已逃离，德军在放火焚烧后村庄，又扑向临近的堤东村，致使15名村民遇难，60多人负伤，很多房舍被毁，家畜被抢走。此后，德军又从青岛增派94名士兵，从堤东村出发开进高密县城。德军进城后首先拆除城防设施;占据通德书院并焚毁书院藏书楼，大量典籍被付诸一炬。地方政府因惧怕德军，对德军的行为听之任之。此后德国军队以县城为驻地，四处镇压对德国人不满的民众。
11月22日，官亭农民孙文在绳家庄召集民众大会，号召民众团结一致抗德阻路，会上选出各村阻路民众首领。

### 1900年
1900年1月，孙文、李金榜等先后两次率领阻路民众到晾甲埠一带袭击修路工地，拆毁工棚数座。时任山东巡抚袁世凯下令逮捕李金榜、孙文、孙成书。1月28日夜李金榜被捕，5月3日，孙文在绳家庄被捕。7月2日，抗德民众3000余人，准备攻打县城营救孙文未成。当日，孙文被害。9月，高密数百民众在南流阻修铁路，又被德军枪杀3人。10至11月，德军先后到李家营、克兰、沙窝等村杀害民众680余人并烧毁房屋。沙窝村民、义和团团民进行回击，造成德军50多名士兵伤亡。11月，德军退出高密县城。

### 1901年
随着工程进入尾声及清廷和德国当局镇压日益严厉，民众的抵抗逐渐式微。

## 结果
在德国方面与清廷的镇压下，民众抗争失败。胶济铁路最终通车。